# Pál Sennyey

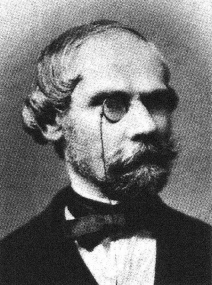
Pál Sennyey

Baron Pál Sennyey de Kissennye (Boeda, 24 april 1822 – Battyán, 3 januari 1888) was een conservatief Hongaars politicus, die van 1865 tot 1867 en nogmaals van 1884 tot aan zijn dood in 1888 de functie van voorzitter van het Magnatenhuis uitoefende. Hij was ook koninklijk opperste schatbewaarder van 1865 tot 1867 en opperste landrechter van 1884 tot 1888. 
Sennyey was sterk gekant tegen de Hongaarse Revolutie van 1848. Vanaf 1862 was hij betrokken bij de uitwerking van de Oostenrijks-Hongaarse Ausgleich. Hij was de leider van de rechtse oppositie van conservatieve grootgrondbezitters die de Liberale Partij verlaatten in 1875.